# Partido de la Izquierda Democrática (Turquía)
El Partido de la Izquierda Democrática (en turco: Demokratik Sol Parti, abreviado DSP) es un partido político turco, fundado el 14 de noviembre de 1985 por Rahşan Ecevit.

## Historia
El partido fue registrado oficialmente el 14 de noviembre de 1985 por Rahşan Ecevit, esposa de Bülent Ecevit, ex primer ministro al que se le prohibió realizar actividades políticas después del golpe de Estado de 1980. En 1987, luego de haber recuperado la plenitud de sus derechos políticos, se convirtió en el nuevo líder del partido. El mismo año, el DSP se presentó por primera vez en las elecciones legislativas donde obtuvo el 8,53% de los votos, lo que no le permitió obtener escaños. En 1991 obtuvo siete escaños parlamentarios, incluido el de Ecevit, que volvía así al Parlamento tras once años de ausencia. A pesar de las disensiones internas, el DSP progresó y logró multiplicar por diez su representación parlamentaria, llegando a 76 diputados en las elecciones de 1995.
En junio de 1997, el DSP se convirtió en uno de los tres componentes del gobierno de coalición liderado por Mesut Yılmaz, en el que Ecevit fue vice primer ministro. Después de la caída de este gobierno en enero de 1999, Ecevit se encargó de conformar un nuevo gabinete minoritario. A continuación, se organizaron elecciones legislativas, en las cuales el DSP se convirtió en la primera fuerza política de Turquía con 136 diputados sobre los 550 que tiene el Parlamento. Ecevit formó entonces un nuevo gobierno de coalición que reunió al DSP, al Partido de la Madre Patria (ANAP) y el Partido de Acción Nacionalista (MHP). Las denuncias de corrupción, la crisis económica, así como los problemas de salud del Primer Ministro condujeron a la caída del gobierno tras las elecciones legislativas anticipadas del 3 de noviembre de 2002, marcado por la victoria del Partido de la Justicia y el Desarrollo (AKP).
El DSP se presenta en alianza con el Partido Republicano del Pueblo (CHP) en las elecciones legislativas de julio de 2007, que le permitió obtener trece escaños parlamentarios.
El partido no se presentó a las elecciones legislativas del 24 de junio de 2018 tras obtener puntajes modestos en las encuestas.
El DSP es liderado por Önder Aksakal desde 2015.